# Mahidol-Universität

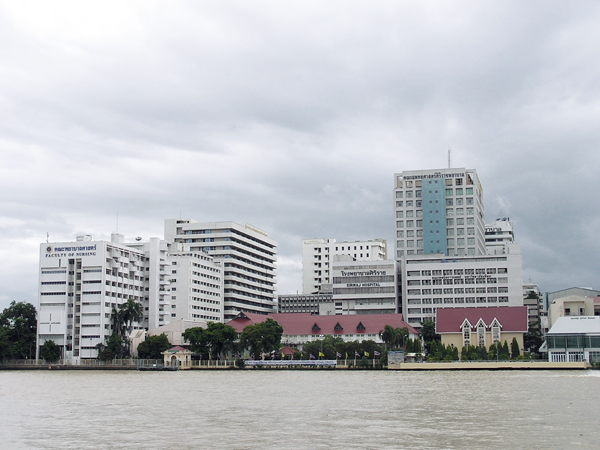
Campus Bangkok Noi mit der Fakultät für Krankenpflege, Siriraj-Krankenhaus, Medizinischer Fakultät und Fakultät für Medizintechnik

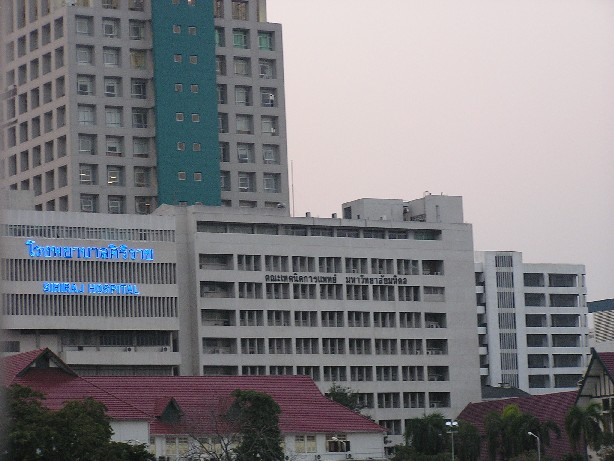
Fakultät für Medizintechnik, Campus Bangkok Noi

Die Mahidol-Universität (thailändisch มหาวิทยาลัยมหิดล, RTGS Mahawitthayalai Mahidon [máhăː wíttʰájaːlaj máʔhìʔdon]) ist eine der renommiertesten öffentlichen Universitäten in Thailand.
Sie ging 1943 aus der ersten Ärzteschule des Landes hervor und hieß zunächst „Universität der medizinischen Wissenschaft“. 1969 wurde sie zur Volluniversität ausgebaut und erhielt ihren heutigen Namen nach Prinz Mahidol Adulyadej. Ihr Hauptsitz ist in Salaya im Landkreis Phutthamonthon der Provinz Nakhon Pathom, etwa 20 km westlich der Hauptstadt Bangkok. Sie unterhält aber auch mehrere Campus innerhalb der Stadt sowie Außenstellen in den Provinzen Kanchanaburi, Nakhon Sawan sowie Amnat Charoen. Sie unterhält zwei Universitätskliniken, das Siriraj- und das Ramathibodi-Krankenhaus, die beide zu den größten Krankenhäusern Bangkoks zählen.

## Geschichte
Die Mahidol-Universität ging aus Thailands ältestem Institut für höhere Bildung hervor. Dieses wurde 1889 von König Chulalongkorn (Rama V.) als Ärzteschule (Rongrian Phaetyakon) am Siriraj-Krankenhaus gegründet. Die Regierung von Feldmarschall Plaek Phibunsongkhram fasste diese mit mehreren anderen medizinischen Instituten 1943 zur „Universität der Medizinischen Wissenschaft“ (Mahawitthayalai Phaetyasat) zusammen, zeitgleich mit der auf Landwirtschaft spezialisierten Kasetsart- und der auf Künste ausgerichteten Silpakorn-Universität. Mit dem Ausbau von einer ausschließlich auf Medizin spezialisierten Hochschule zu einer Volluniversität im Jahr 1969 benannte König Bhumibol Adulyadej (Rama IX.) die Universität nach seinem Vater, Prinz Mahidol Adulyadej, der in Thailand als Vater der modernen Medizin und der öffentlichen Gesundheitsversorgung angesehen wird. Heute bietet die Mahidol-Universität 551 verschiedene Abschlüsse und Kurse an (davon 132 in englischer Unterrichtssprache).

## Allgemeines

### Standorte
Die Universität hat sechs Standorte, mit drei Standorten im näheren Umkreis von Bangkok und drei Standorten in verschiedenen Provinzen.
- Salaya[3]
  - Salaya Campus, mit 9 Fakultäten, 7 Institute, 5 College und 2 Center
- Bangkok[3]
  - Phayathai Campus, mit 6 Fakultäten, 1 Center und 1 College
  - Bangkok Noi Campus, mit den Fakultäten für Krankenpflege, Medizintechnik und der Medizinischen Fakultät Siriraj-Krankenhaus
- Campus Kanchanaburi in Amphoe Sai Yok, 45 km westlich von Kanchanaburi[4]
- Campus Nakhon Sawan in Amphoe Phayuha Khiri, 7 km südlich von Nakhon Sawan
- Campus Amnat Charoen in Amphoe Mueang Amnat Charoen

### Studenten und Angestellte
Ende 2008 studierten 26.605 Studenten an der Mahidol-Universität. Demgegenüber standen Ende 2008 26.271 Mitarbeiter unterteilt in 1.748 Professoren (inkl. Associate und Assistent Professoren), 1.352 Dozenten, 5.291 akademische Hilfskräfte und Assistenten, 8.241 Verwaltungsangestellte und 9.639 weitere Angestellte. Vorsitzender des Hochschulrates ist Vicharn Panich, Präsident der Universität ist Rajata Rajatanavin.

### Haushalt
Die Einnahmen betrugen 2008 (Stand: November 2008) 27,8 Milliarden Baht, demgegenüber standen Ausgaben in Höhe von 27,11 Milliarden Baht.

## Akademische Einrichtungen

### Fakultäten (Auswahl)
- zwei Fakultäten für Medizin

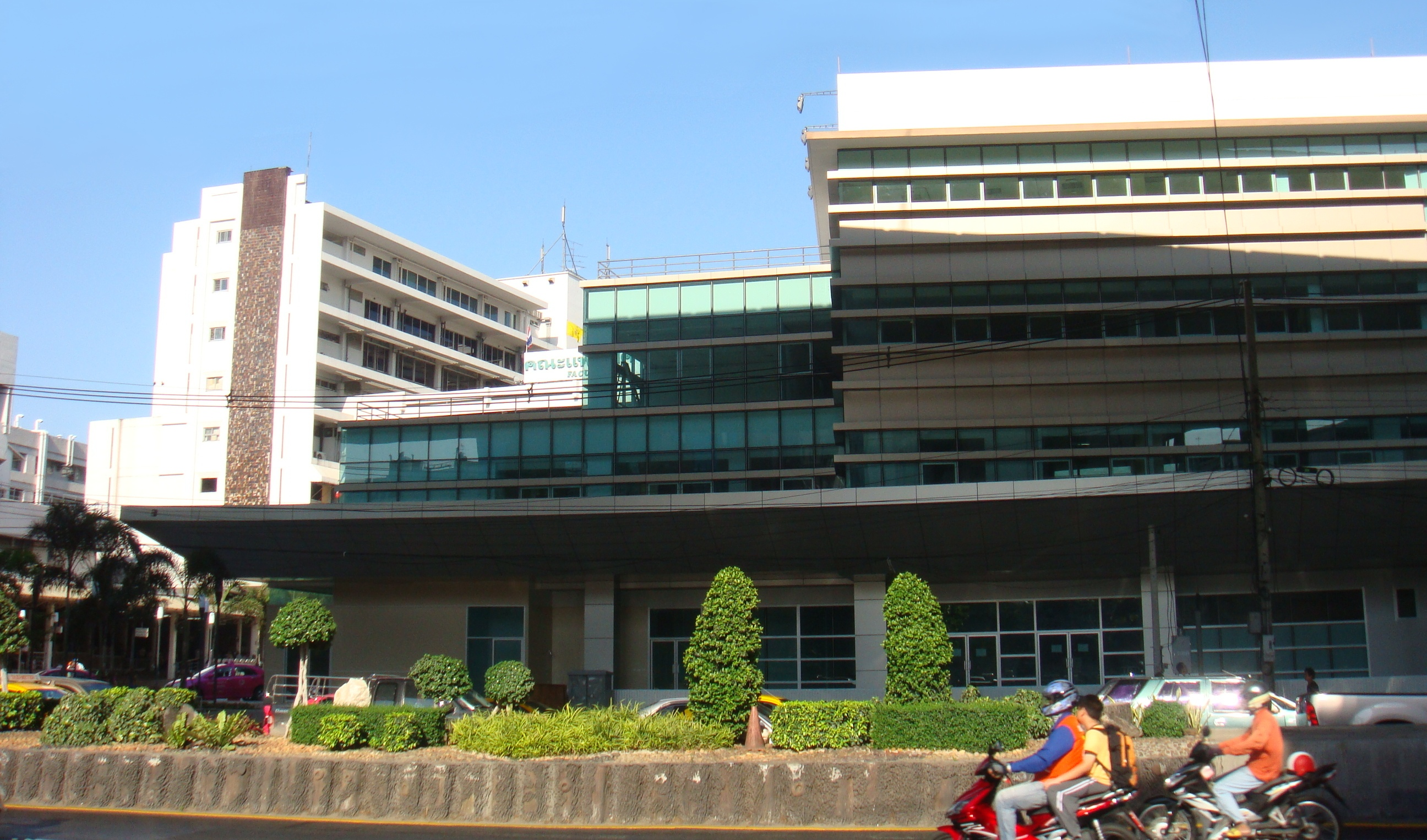
Medizinische Fakultät Ramathibodi-Krankenhaus, Campus Phayathai

  - Medizinische Fakultät Siriraj-Krankenhaus
  - Medizinische Fakultät Ramathibodi-Krankenhaus
- Fakultät für Freien Künste
- Fakultät für Graduiertenstudien
- Fakultät für Informations- und Kommunikationstechnologie
- Fakultät für Ingenieurwissenschaften
- Fakultät für Krankenpflege
- Fakultät für Medizintechnik
- Fakultät für Naturwissenschaften
- Fakultät für Öffentliche Gesundheit
- Fakultät für Pharmazie
- Fakultät für Physiotherapie
- Fakultät für Sozial- und Geisteswissenschaften
- Fakultät für Tropenmedizin
- Fakultät für Tiermedizin
- Fakultät für Umwelt- und Ressource Studien
- Fakultät für Veterinärwissenschaften
- Fakultät für Zahnmedizin

### Institute (Auswahl)
- Nationales Institut für Familienentwicklung
- Institut für innovatives Lernen
- ASEAN-Institut für Gesundheitsentwicklung
- Institut für Molekularbiologie
- Institut für asiatische Sprachen und Kulturen

### College
- College für Management
- College für Musik
- College für Religionswissenschaften
- College für Sportwissenschaften
- Ratchasuda College für Menschen mit Behinderung
- Internationales College

### Zentren (Auswahl)
- Zentrum für Menschenrechtsstudien und soziale Entwicklung
- Nationales Doping-Control Zentrum
- Nationales Tierversuchszentrum
- Prinz-Mahidol-Halle

## Internationale Partnerschaften
Die Mahidol-Universität pflegt Kontakte zu 134 Universitäten in 31 Ländern und zu 8 Internationalen Organisationen.
Austauschprogramme mit deutschen Hochschulen bestehen mit:
- Universität Bremen
- Hochschule für Wirtschaft und Recht Berlin
- Hochschule Heilbronn
- Universität Köln
- FU Berlin
- Hochschule Harz
- Universität Konstanz
- Hochschule für Musik Franz Liszt Weimar
- Universität Mannheim
- Westfälische Wilhelms-Universität Münster
- Universität Potsdam
- Universität des Saarlandes
- Eberhard Karls Universität Tübingen
- Leibniz-Institut für Zoo- und Wildtierforschung

Die Universität ist Mitglied im ASEAN-Universitäts-Netzwerk.

## Reputation
Die Mahidol-Universität gehört zu den prestigeträchtigsten Universitäten in Asien. In einer 2006 von der thailändischen Kommission für höhere Bildung erstmals durchgeführten Studie erreicht die Mahidol-Universität Platz eins in Thailand. Diese Studie zeigt, dass die Mahidol-Universität alle anderen thailändischen Universitäten sowohl bei der Qualität der Lehre als auch in der Forschung übertrumpft und zudem die meisten Artikel in renommierten Fachpublikationen veröffentlichte.
Im QS World University Ranking 2013 belegte die Mahidol-Universität in Medizin, Pharmazie/Pharmakologie, Psychologie und Pädagogik den ersten Platz innerhalb Thailands. In Pharmazie und Pharmakologie gehört sie sogar zu den 100 führenden Universitäten der Welt. Auch in anderen Geistes-, Natur-, Gesellschafts- und Wirtschaftswissenschaften zählt sie zu den ersten drei ihres Landes. Beim University Ranking Asia der gleichen Organisation war sie, knapp vor der Chulalongkorn-Universität, sogar die bestplatzierte Universität Thailands.

## Bekannte Personen

### (ehemalige) Dozenten
- Prinzessin Chulabhorn Walailak (* 1957), Gastdozentin für Chemie
- Hucky Eichelmann, Lehrer für klassische Gitarre und Begründer des Internationalen Bangkoker Gitarren-Festivals[12]
- James Gomez, Gastdozent für Menschenrechte
- Charles Harpole, Gastdozent für Filmwissenschaft
- Leon Koudelak (* 1961), Lehrer für klassische Gitarre
- Ravindra Kumar, Gastprofessor für Politikwissenschaft
- Alan Marshall (* 1938), Gastforscher für Umweltethik
- Jørgen Rischel, Gastforscher für Linguistik
- Athasit Vejjajiva, Professor für Medizin, 1995–1999 Rektor
- Prawase Wasi, 1979–1983 Prorektor

### Absolventen
- Prawase Wasi (* 1931), Medizin; politischer und Sozialaktivist, Autor
- Prasert Thongcharoen (* 1933), Medizin; Virologe (u. a. Experte für SARS)
- Krasae Chanawongse (* 1934), Medizin; Arzt und Politiker (ehemaliger Minister)
- Weng Tojirakarn (* 1951), Medizin; Politiker und „Rothemden“-Aktivist
- Winai Dahlan (* 1952), Ernährungswissenschaft; Direktor des Halal-Forschungszentrums an der Chulalongkorn-Universität
- Prommin Lertsuridej (* 1954), Medizin; Politiker (ehemaliger Stellvertreter des Ministerpräsidenten, Energieminister)
- Prinzessin Chulabhorn Walailak (* 1957), Chemie (Promotion)
- Ekachai Jearakul (* 1987), Musik; klassischer Gitarrist